# Ethan Hunt
Ethan Matthew Hunt is een personage uit en tevens hoofdrolspeler in de filmserie Mission: Impossible. Hij wordt gespeeld door acteur Tom Cruise in alle films tussen 1996 en 2025. Hunt is werkzaam als lid van the Impossible Mission Force (IMF), een geheime organisatie die missies uitvoert in opdracht van de Amerikaanse overheid.

## Verschijningen

### Mission: Impossible (1996)
In de eerste film treedt Hunt op als werk IMF-pointman voor een ervaren veldteam onder leiding van veteraan Jim Phelps (Jon Voight), zijn mentor. Tijdens een poging om te voorkomen dat bestanden met informatie over alle veldagenten van het IMF worden gestolen tijdens een missie in Praag, wordt bijna het hele team, behalve Hunt, gedood en worden de bestanden gestolen. Hunt wordt gezien als de hoofdverdachte als hij ontdekt dat de missie een opzet was om een mol te ontmaskeren die geheimen had verkocht aan een wapenhandelaar genaamd Max (Vanessa Redgrave). Hunt besluit zelf de daadwerkelijke lijst te stelen voor de wapenhandelaar in ruil om de daadwerkelijke mol in ruil daarvoor te ontmoeten. Hij rekruteert een team van andere verloochende agenten zoals hacker Luther Stickell (Ving Rhames), piloot Franz Krieger (Jean Reno) en Jims vrouw Claire (Emmanuelle Béart), de enige andere overlevende van de missie in Praag, om hem te helpen in te breken in CIA-hoofdkwartier om de lijst te stelen, wat hij met succes doet. Ethan vindt Jim later levend en leidt daaruit af dat hij de echte mol is, samen met Claire en Krieger om te ontsnappen met het geld voor de lijst en Ethan erin te luizen voor hun misdaden. In een laatste confrontatie in de Kanaaltunnel wordt Claire gedood wanneer ze Ethan probeert te beschermen, terwijl Ethan zijn naam zuivert door Phelps en Krieger te stoppen voordat ze kunnen ontsnappen met het geld en door de lijst veilig te stellen. Ethan zorgt ervoor dat Luther weer aangesteld wordt als IMF-agent en overweegt het IMF te verlaten, maar krijgt tijdens de vlucht naar huis een eigen missie aangeboden.

### Mission: Impossible II (2000)
In de tweede film krijgt Hunt de taak om een dodelijk genetisch gemanipuleerd virus, bekend als "Chimera", op te halen van een malafide IMF-agent, Sean Ambrose (Dougray Scott), die van plan is het virus vrij te geven nadat hij een controlerende invloed heeft gekregen op het bedrijf dat creëerde het zodat hij kan profiteren van de verkoop van de remedie. Hunt probeert Ambrose's binnenste cirkel te infiltreren via Ambrose's voormalige vriendin, Nyah Nordoff-Hall (Thandie Newton), een ervaren dief. Tijdens hun missie hebben Hunt en Nordoff-Hall een affaire die de missie bemoeilijkt. Op het hoogtepunt wordt Nordoff-Hall gedwongen zichzelf te infecteren met het laatste virus om Hunt te redden; met Hunt de enige andere sporen van het virus te hebben vernietigd, was ze dus in staat om Hunt te beschermen totdat hij kon ontsnappen. Vervolgens racet hij tegen de klok - het virus is twintig uur na infectie ongeneeslijk - slaagt Hunt erin het geneesmiddel te bemachtigen en wordt gedwongen Ambrose te doden.

### Mission: Impossible III (2006)
In de derde film is Hunt nu een semi-gepensioneerde trainingsofficier voor het IMF en plant hij een rustig leven met zijn verloofde Julia Meade (Michelle Monaghan), die niets weet van het IMF. Hij wordt weer in dienst geroepen om een voormalige student genaamd Lindsey Farris (Keri Russell) te redden die tijdens een missie in Duitsland werd gevangengenomen, en krijgt vertrouwelijke informatie terug via een gestolen laptop. Hij wordt gedwongen om opnieuw schurkenstaat te gaan in een poging om de sadistische wapenhandelaar Owen Davian (Philip Seymour Hoffman) op te sporen en een gevaarlijk mysterie-item te bemachtigen dat bekend staat als de 'Rabbit's Foot'. Na een geïmproviseerde ceremonie trouwen Hunt en Julia, alleen voor Owen, die een dubbelspion heeft die bij het IMF werkt, om Julia te ontvoeren. Met de hulp van zijn IMF-team: Stickell, Declan Gormley (Jonathan Rhys Meyers) en Zhen Lei (Maggie Q), vindt Hunt de Rabbit's Foot, redt zijn vrouw en vermoordt Owen Davian in Shanghai.
De zesde film van de serie, Mission: Impossible – Fallout, bevestigt dat Ethan en Julia een tijdje gelukkig waren, maar dat hun huwelijk elke keer dat ze een ramp hoorden bezoedeld werd vanwege de mogelijkheid dat Ethan iets had kunnen doen om het te stoppen.

### Mission: Impossible – Ghost Protocol (2011)
In de vierde film krijgen Hunt - net ontsnapt uit een geheime missie in de gevangenis - en zijn IMF-team (Benji Dunn (Simon Pegg), William Brandt (Jeremy Renner) en Jane Carter (Paula Patton)) de schuld van een aanval dat het Kremlin vernietigt, wat resulteert in de afwijzing van het hele IMF. Ondanks het ontbreken van hun gebruikelijke middelen, verbindingen, technologie en back-up, is hun missie het vinden en stoppen van Kurt Hendricks/Cobalt (Michael Nyqvist), een voormalige Sovjet-nucleair strateeg die van plan is een nucleaire oorlog te beginnen om het volgende tijdperk van de mensheid in te luiden. Terwijl ze Hendricks achtervolgen naar Dubai en verder naar Mumbai, India, worden ze zelf achtervolgd door een team van Russische agenten die hen proberen te arresteren. Het team raakt steeds meer verdeeld als individuele leden hun eigen demonen bevechten terwijl ze de anderen proberen te vertrouwen. Hunt slaagt erin het team bij elkaar te krijgen, een atoombom te stoppen en het IMF vrij te pleiten van enige betrokkenheid bij de aanval op het Kremlin. Er wordt ook onthuld dat Hunt de dood van Julia in scène had gezet om haar te beschermen, iets wat alleen hij en de IMF-secretaris wisten, wat hem het voorwendsel gaf om de gevangenis te infiltreren waarvan zijn team hem in de openingsscènes bevrijdde.

### Mission: Impossible – Rogue Nation (2015)
In de vijfde film krijgt Hunt een missie toegewezen die culmineert in het hangen buiten een A400M militair vliegtuig 5000 voet boven de grond in Wit-Rusland om een pakket te herstellen dat VX-zenuwgas bevat. Hoewel deze missie slaagt, begint Hunt, wanneer hij ontdekt dat de dieven die verantwoordelijk zijn voor het stelen van het gas, niet de juiste connecties om dit te doen, bewijs te vinden voor het bestaan van het Syndicaat, een consortium van geheime agenten die wereldwijd terroristische aanslagen plegen. Nadat Hunt gedwongen wordt off-the-grid te gaan wanneer hij bijna wordt vermoord door een syndicaatsmedewerker en het IMF wordt ontbonden en opgenomen in de CIA vanwege zijn controversiële en destructieve methoden, besteedt hij zes maanden aan het opsporen van het syndicaat. Uiteindelijk komen hij en zijn voormalige team (Benji Dunn, Ilsa Faust en Luther Stickell) erachter dat het syndicaat oorspronkelijk een Brits project was om missies zonder toezicht uit te voeren, maar de Britse agent Solomon Lane (Sean Harris) nam de plannen en ging schurkenstaten, nu op zoek naar bestanden te stelen die hem toegang zouden geven tot verschillende gevestigde bankrekeningen om toekomstige Syndicate-operaties te financieren. Hunt en zijn team weigeren het Syndicaat door te laten gaan en slagen erin om Lane gevangen te nemen. CIA-directeur Alan Hunley (Alec Baldwin) wordt vervolgens gedwongen te beweren dat de ontbinding van het IMF een dekmantel was om hen in staat te stellen het syndicaat op te sporen.

### Mission: Impossible – Fallout (2018)
In de zesde film gaat een IMF-missie mis wanneer Ethan ervoor kiest om Luther te redden nadat zijn vriend is gegijzeld, waardoor een splintergroep van het Syndicaat, bekend als de Apostelen, toegang krijgt tot drie plutoniumkernen die kunnen worden gebruikt om nucleaire wapens. Gedwongen om samen te werken met CIA-agent August Walker (Henry Cavill), is Ethan in staat om de identiteit van apostel-contactpersoon John Lark (Liang Yang) aan te nemen en een van de kernen te verwerven in ruil voor het bevrijden van Solomon Lane uit de gevangenis - ondanks tegenstand van Ilsa Faust (Rebecca Ferguson), nu onder bevel om Lane te vermoorden of terug te brengen naar Groot-Brittannië - maar hij, Luther en Benji gebruiken Lane later om Walker te misleiden om te onthullen dat hij Lark is. Wanneer de IMF-secretaris Alan Hunley (Alec Baldwin) wordt vermoord door Walker, volgen Ethans team en Ilsa Walker en Lane naar een kamp voor medische hulp waar Julia, Ethans vervreemde vrouw, momenteel aan het werk is, realiseert Ethan zich dat Lane en Walker van plan zijn de bommen te laten ontploffen daar om zowel de persoonlijke reden om Ethan te kwetsen als de bredere reden dat een dergelijke nucleaire ontploffing de watervoorziening voor bijna een derde van de wereldbevolking zou vervuilen. Terwijl Luther, Julia, Benji en Ilsa de bommen uitschakelen en Lane confronteren, wordt Ethan gedwongen een helikopter te stelen waarvan hij niet weet hoe hij moet vliegen om Walker te achtervolgen en de bomontsteker te verwerven, wat culmineert in een wanhopige strijd op een steile klif die eindigt met Walker die samen met de helikopter van de klif wordt gegooid. Nu de crisis voorbij is, is de reputatie van Ethan en die van het IMF goedgemaakt in de ogen van de CIA, die mijmert dat Ethans focus op individuele levens belangrijk is voor zijn superieuren omdat het hen in staat stelt zich te concentreren op het grotere geheel.

### Computerspellen
Afgezien van de Mission: Impossible-films, is Ethan Hunt verschenen in het computerspel uit 1998, gebaseerd op de eerste film en het computerspel Mission: Impossible - Operation Surma uit 2003, ingesproken door Steve Blum. Hij verschijnt ook als een speelbaar personage in het cross-over-spel LEGO Dimensions, waarbij archiefopnamen van Tom Cruise worden gebruikt voor zijn stem.